# Topobea standleyi
Topobea standleyi là một loài thực vật có hoa trong họ Mua. Loài này được L.O. Williams miêu tả khoa học đầu tiên năm 1963.